# تلمبة مزرعة ايمان (مشيز بردسير)
تلمبة مزرعة ايمان (بالإنجليزية: Tolombeh-ye Mazraeh-ye Ayman)‏ هي مستوطنة تقع في إيران في كرمان.